# Garrett Stafford
Garrett Stafford, född 28 januari 1980 i Los Angeles, är en amerikansk före detta professionell ishockeyspelare.

## Spelarkarriär
Stafford spelade juniorhockey för Des Moines Buccaneers i United States Hockey League (USHL) under tre säsonger innan han började på University of New Hampshire (UNH). Han spelade för universitetets hockeylag i fyra år och var assisterande kapten under två av dem. Han avslutade sin collegekarriär med att gå till final i de nationella mästerskapen, en match som UNH förlorade med 5-1 mot Minnesota.
Den 9 december 2003 skrev han som free agent på för San Jose Sharks, och tillbringade tre säsonger med Sharks AHL-lag Cleveland Barons (senare Worcester Sharks).
Staffords första proffssäsong slutade med en ful incident. Den 30 april 2004 spelade Stafford i Cleveland Barons mot Hamilton Bulldogs i Calder Cup-slutspelet, när han kom in i ett gräl med Hamiltons Alexandr Perezjogin. Stafford crosscheckade Perezjogin i ansiktet varpå spelarna föll till isen. Stafford svingade med klubban mot Perezjogin, men missade och Perezjogin träffade den sittande Stafford i ansiktet med klubban. Stafford slogs medvetslös och fick ett krampanfall på isen samt en hjärnskakning och ansiktsskador som krävde 20 stygn för att reparera.
Perezhogin åtalades för misshandel och fick ett års skyddstillsyn samt en åläggelse om att täcka Staffords sjukvårdskostnader och att betala ytterligare 5 000 dollar till välgörenhet. Perezhogin blev också avstängd för resten av slutspelet och hela efterföljande säsongen 2004/2005. Stafford blev även avstängd för sex matcher för hans del i händelsen. Han gjorde en fullständig återhämtning i tid för säsongen efter.
Den 16 juli 2007 skrev Stafford som free agent på ett ettårskontrakt med Detroit Red Wings, som skickade honom till deras AHL-lag Grand Rapids Griffins. Stafford gjorde sin NHL-debut den 23 februari 2008 mot Vancouver Canucks. Han hade då kallats upp av Wings tidigare samma dag efter skador på Nicklas Lidström, Brian Rafalski och Chris Chelios.
Stafford släpptes av Red Wings efter 2008 års Stanley Cup-spel och den 3 juli 2008 skrev han som free agent på ett tvåårskontrakt med Dallas Stars. Den 4 oktober 2008 lånade Dallas ut Stafford tillbaka till Grand Rapids och kallades sedan tillbaka av Dallas den 29 mars 2009. Under säsongen 2009-10 skickades han till Dallas AHL-lag Texas Stars, och hjälpte Texas nå Calder Cup-finalen under sitt första år.
Den 3 juli 2010 var Stafford åter igen free agent, och skrev på ett ettårskontrakt med Phoenix Coyotes.
Den 23 oktober 2011 trejdade Montreal Canadiens till sig Stafford och Petteri Nokelainen från Phoenix Coyotes i utbyte mot Brock Trotter och ett draftval i sjunde rundan av NHL Entry Draft 2012.
Stafford värvades som free agent av Washington Capitals som den 2 juli 2012 skrev ett ettårskontrakt med den högerskjutande backen. På grund av den förestående NHL-lockouten, blev han direkt tilldelad till deras AHL-lag Hershey Bears, för att starta säsongen 2012/2013. Den 2 april 2013 blev Stafford trejdad av Capitals till Edmonton Oilers i utbyte mot Dane Byers.
Den 12 juni 2013 lämnade Stafford för första gången i sin karriär för spel utanför Nordamerika, då han skrev på ett tvåårskontrakt med Färjestad BK i SHL. Efter skada och en långsam inledning i Färjestad lånades Stafford den 13 december 2013 ut till IF Björklöven i Hockeyallsvenskan som dragits med stora skadeproblem. Stafford fick dock inget arbetstillstånd hos sin nya klubb, någonting som omöjliggjorde en utlåning från Färjestad till Björklöven. Färjestad avslutade då sitt kontrakt med Stafford som skrev på för Genève-Servette Hockey Club i NLA för resten av säsongen.
Han avslutade sin aktiva ishockeykarriär i Ässät i FM-ligan säsongen 2014/2015.